# Minatare
Minatare ist eine Ortschaft im Scotts Bluff County im US-Bundesstaat Nebraska.

## Demografie
Laut dem United States Census 2000 hat Minatare eine Einwohnerzahl von 810, davon 405 Frauen und 405 Männer.

## Geschichte
Der Name Minatare leitet sich von den Minnataree-Indianer, einem Unterstamm der Sioux ab. Es bedeutet so viel wie „klares Wasser“. Im Jahre 1885 eröffnete George W. Fairfield ein „land locator’s office“ in der Nähe von Sidney (Nebraska), um die Erschließung neuen Landes zu dokumentieren. Der Ort sollte ursprünglich Tabor heißen. Schon im Gründungsjahr 1887 wurde die Minatare Canal & Irrigation Company, eine Organisation zur Sicherstellung der Bewässerung, gegründet. 1926 wurde eine Zuckerfabrik gegründet, die die Wirtschaft ankurbelte. Mit ihrer Schließung 1948 verlor Minatare jedoch wieder an Wohlstand. Auch heute sind landwirtschaftliche Produkte wie Mais, Zuckerrüben und die Viehzucht die Hauptindustrie im Ort.

## Schulen in Minatare
- Minatare High School
- Minatare Elementary School
- Lake Minatare Public School
- Highland Public School